# Hamartoma

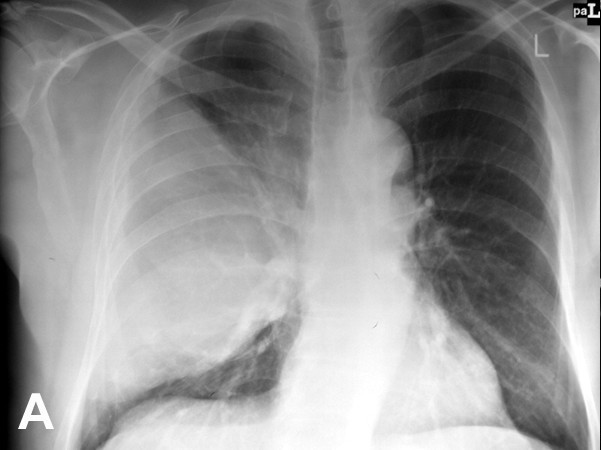
RTG klatki piersiowej uwidaczniające masę guza w prawej części klatki piersiowej, której towarzyszy płyn w jamie opłucnej. Po resekcji guza okazało się, że miał on hamartomatyczny charakter

Hamartoma, błędniak (łac. hamartoma, z gr. ἁμαρτία, hamartia = błąd, ang. hamartoma) – guz o charakterze nienowotworowym, będący zaburzeniem rozwojowym. Hamartoma zbudowane jest z dojrzałych tkanek normalnie występujących w danym narządzie, ale chaotycznie rozmieszczonych w guzie, nierzadko w zaburzonych proporcjach ilościowych. Hamartomata występują w różnych narządach – często są rozpoznawane w płucach (hamartoma pulmonis), na zdjęciach przeglądowych klatki piersiowej dają obraz cienia okrągłego – tam jednak jest to nazwa mieszanego nowotworu łagodnego; hamartoma podwzgórza (hamartoma hypothalami) może być objawowy, wywierając ucisk na sąsiadujące struktury mózgowia i zaburzając ich czynność. Guzy te mogą stanowić część obrazu klinicznego zespołów wad wrodzonych, np. liczne hamartomata są charakterystyczne dla zespołu Cowden i stwardnienia guzowatego. Stan, w którym występują liczne hamartomata, określa się jako hamartomatosis.
Przykładem błędniaków są też znamiona barwnikowe skóry oraz błędniaki naczyniowe w obrębie skóry moszny u psów.
Termin hamartomas wprowadził Eugen Albrecht w 1904 na określenie guzowatych malformacji, powstających wskutek domniemanego zaburzenia w rozwoju. W 1934 roku Neil Ernest Goldsworthy zastosował ten termin wobec zmian składających się z tkanki tłuszczowej i chrzęstnej w płucach.